# Metabraxas fasciata
Metabraxas fasciata là một loài bướm đêm trong họ Geometridae.